# María del Mar Holgado Molina
María del Mar Holgado Molina (Granada en 1968) es profesora titular de universidad en el Área de Economía Internacional desde 2003, ha desempeñado su labor docente en la Facultad de Ciencias Económicas y Empresariales de la Universidad de Granada, impartiendo Economía Mundial, Economía Española y Comercio Exterior con la titulación de Administración y Dirección de Empresas. Pertenece al grupo de investigación Economía de la Unión Europea.
Sus principales líneas de investigación se centraron en Economía Regional, Indicadores de Desarrollo Económico, Integración, Internacionalización Económica y Unión Europea.
Ha sido decana de la Facultad de Ciencias Económicas y Empresariales (2008-2015).
Fue miembro del Consejo de Gobierno de la UGR (2008-2015) y miembro del Consejo Social de la UGR (2009-2015). Fue Vicedecana de Investigación y Tercer Ciclo de la Facultad de Ciencias Económicas y Empresariales, así como Vicedecana de Planes de Estudio y Calidad de dicha Facultad alcanzado un hito al ser una mujer y ocupar un alto cargo dentro de la Universidad de Granada. Fue miembro de las Comisiones Andaluzas de Títulos para la elaboración de los planes de estudios de los grados de Administración y Dirección de Empresas, Economía, Finanzas y Contabilidad, Marketing e Investigación de Mercados, y Turismo.